# Orhangazi

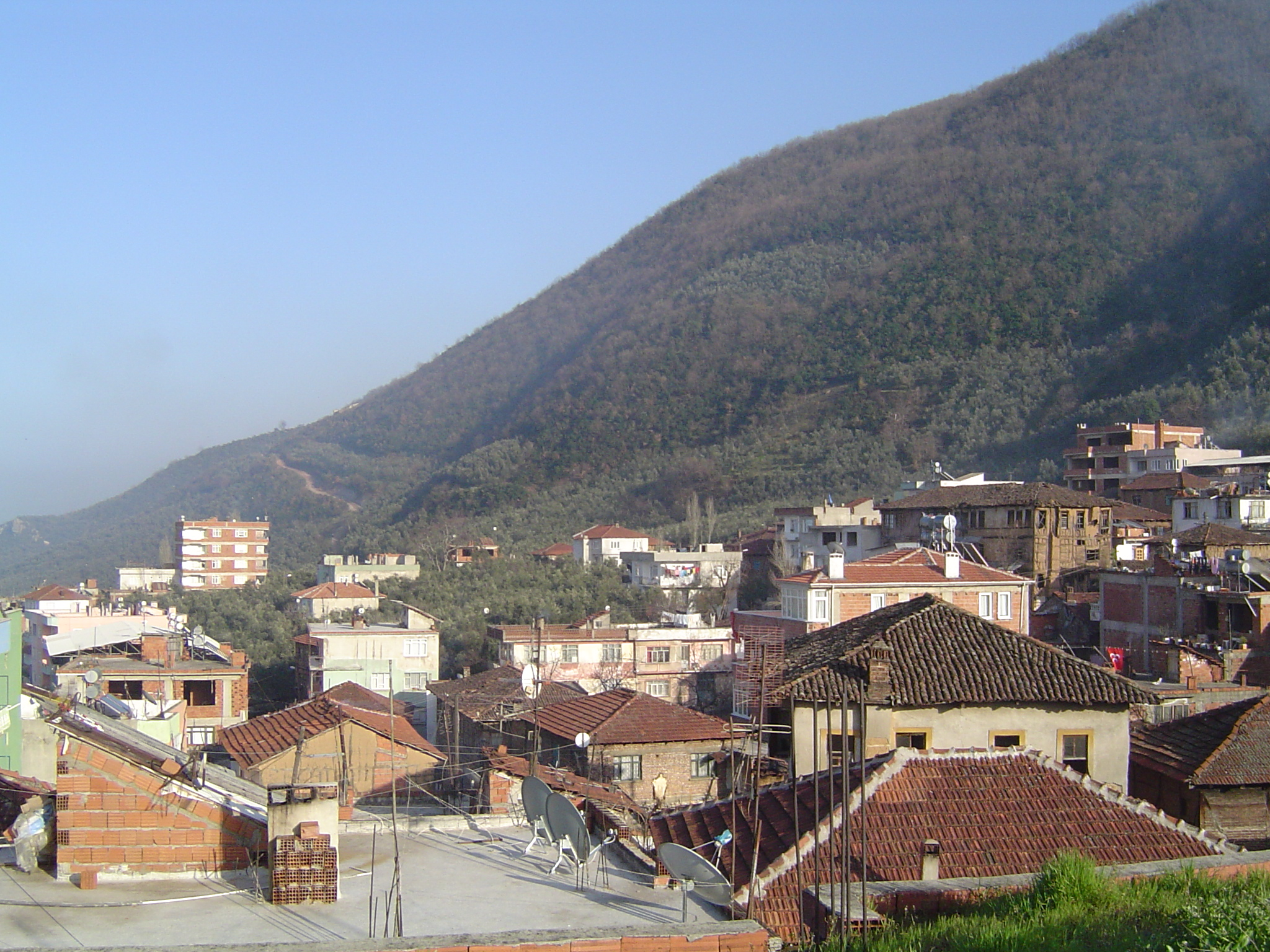
Narlıca

Orhangazi ist eine Stadt im gleichnamigen Landkreis der türkischen Provinz Bursa und gleichzeitig ein Stadtbezirk der 1986 geschaffenen Büyükşehir belediyesi Bursa (Großstadtgemeinde/Metropolprovinz). Sie liegt am Izniksee (İznik Gölü), an der Hauptstraße D 575 von Yalova nach Gemlik. Der Platz ist seit rund 6000 Jahren besiedelt. Am Ufer des Izniksees kann man ein prähistorisches Fischerdorf besichtigen.
Die Berge zwischen Orhangazi und Gemlik sind vom extensiven Abbau des weißen Marmors geprägt.
Der Namensgeber Orhan I. Gazi (1335) war Sultan des Osmanischen Reiches in Bursa. Am Eingang von Orhangazi wurde ihm ein Denkmal errichtet. Laut Stadtlogo erhielt der Ort schon im Jahre 1893 den Status einer Belediye.
Seit einer Gebietsreform 2013 ist der Ilçe (Landkreis) flächen- und einwohnermäßig identisch mit der Kreisstadt. Die bestehenden 6 Mahalles (Stadtteile) der ehemaligen Kreisstadt (Ilçe merkezi) blieben erhalten, während die Mahalles der sonstigen 4 Gemeinden aufgelöst und diese Belediye (Çakırlı, Narlıca, Sölöz und Yenisölöz) ebenso wie die 20 Dörfer (Köy) in Mahalles umgewandelt wurden. Somit stieg die Anzahl der Mahalles für diesen Ilçe auf 30. Im Laufe der Zeit wuchs durch Neugründung die Zahl der Mahalles auf gegenwärtig 31.